# Palestina Secunda
Palestina Secunda ou Palestina II foi uma província do Império Bizantino que durou de 390 até a década de 630. Ela compreendia, a grosso modo, a Galileia, o baixo vale de Jezreel, vale de Bete Seã, a região para leste da Galileia ao sul das colinas de Golã e a porção ocidental da antiga Decápole, com capital em Citópolis. Ela foi perdida durante a Guerra bizantino-sassânida de 602-628 e foi transformada na Comunidade Judaico-Sassânida em 614, mas acabou sendo reanexada em 628 apenas para ser perdida novamente, desta vez de forma definitiva, durante a conquista muçulmana da Síria em 636.

## História
A região da Síria Palestina passou a se subordinar à Diocese do Oriente da Prefeitura pretoriana do Oriente no final do século III. Já sob a gestão do Império Romano do Oriente, ela foi subdividida em Palestina Prima e Palestina Secunda. No século VI, a Palestina Salutar foi segregada. As maiores cidades da Palestina Secunda eram Citópolis, Cafarnaum e Nazaré.
Nos séculos V e VI, os bizantinos e seus aliados árabes cristãos, os gassânidas, tiveram um papel preponderante na supressão das diversas Revoltas Samaritanas que irromperam na vizinha Palestina Prima. No século VI, os gassânidas formaram um estado vassalo dos bizantinos com capital em Golã, servindo como tampão entre o Império Bizantino e as tribos árabes.
Em 614, porém, a Palestina Prima e a Palestina Secunda foram conquistadas por um exército misto de sassânidas e judeus que conseguiram estabelecer uma comunidade conjunta na região. O evento foi um choque para a sociedade cristã da época, pois muitas das igrejas da região foram demolidas e a Vera Cruz foi levada pelos persas para Ctesifonte. Depois do recuo das tropas persas e da rendição final dos rebeldes judeus, a região foi novamente anexada ao império em 628.
O controle bizantino foi perdido, desta vez definitivamente, em 636, durante a conquista muçulmana da Síria. A região foi reorganizada na forma do distrito militar do Junde de Urdune da província de Bilade Xame do Califado Ortodoxo.

## Demografia
Antes do século VI, a província da Palestina Secunda era composta majoritariamente por judeus e uma população mista de gregos e falantes do aramaico, praticantes do cristianismo. Os judeus transformaram a Galileia e Gaulanita (Colinas de Golã) no centro de sua religião depois da derrota na Revolta de Barcoquebas no século II e a região floresceu nos séculos IV e V conforme o controle bizantino desvanecia, o que dava uma grande margem de autonomia para a população local.
A região nordeste da província era também habitada por iturianos pagãos, que viviam em números significativos nas vizinhas Fenícia Palária e Fenícia Libanense ao norte. Os gassânidas migraram para a região vindos do território do moderno Iêmem por volta dos séculos IV e V e se assentaram em Gaulanita e também nos antigos territórios da Arábia Pétrea, criando um reino cliente dos bizantinos no século VI, com capital em Gaulanita, a fronteira nordeste da Palestina Secunda.
No século VII, a província passou por um importante declínio demográfico por conta da guerra bizantino-sassânida e da revolta dos judeus. Depois de um breve período de controle bizantino, os exércitos muçulmanos provocaram a fuga de uma parte significativa da população cristã para o norte, para a Síria e, depois da conquista, para a Anatólia.

## Religião

### Judaísmo
A província da Palestina Secunda foi um vibrante centro do judaísmo por todo os séculos IV e V e é a origem do Talmude de Jerusalém. A autoridade máxima judaica, o Sinédrio, ainda existia em Tiberíades até o início do século V, quando foi abolido pelas autoridades bizantinas. Seu último nasi (presidente) foi Gamaliel VI, que foi executado em 425 por ordem do imperador Teodósio I por "construir sinagogas ilegalmente".

### Cristianismo
A conversão de Constantino colocou em marcha diversos eventos que transformaram novamente a Palestina num dos mais importantes centros do cristianismo primitivo, algo que não acontecia desde a década de 70 do século I. Porém, a partir do século IV, o governo bizantino respondeu ao interesse cristão na Terra Santa embarcando num massivo programa de patrocínio na região, especialmente na forma de construção de igrejas, o que encorajou a emigração cristã para a região. Com menos sucesso, essa política procurou também encorajar os judeus a se converterem oferecendo-lhes proteção e recompensas. No fim, como resultado do assentamento de cristãos nas vizinhanças de Cafarnaum, Nazaré e Tabga, a Galileia perdeu sua maioria judaica.

### Religião romana e o paganismo
Uma pequena minoria de pagãos - seja de romanos ou gregos não-cristãos ou iturianos - moravam na província desde a sua criação.

## Sés episcopais
As sés episcopais da província e que aparecem no Anuário Pontifício como sés titulares são:
- Ábila na Palestina
- Capitólia
- Diocesareia na Palestina (Tzippori)
- Écsalo (Iksal)
- Gádara
- Helenópolis na Palestina (Dabúria)
- Hipo
- Maximianópolis na Palestina